# Biserica de lemn din Calea Mare
Biserica de lemn din Calea Mare fusese construită pe la 1780. Avea hramul „Buna Vestire”.

Biserica de lemn din Calea Mare, judeţul Bihor

## Istoric și trăsături
În localitate era biserică de lemn și în secolul XVII. E posibil ca cea mai veche biserică din Calea Mare să fi fost ridicată în locul numit astăzi „Țintirim”. De la jumătatea secolului al XVIII-lea există informații despre existența unei biserici din lemn, lipită cu pământ, având un plan de absidă nedecroșatã și acoperită cu șindrilă. Biserica veche de lemn a satului Calea Mare apare într-o conscriere din 1825 ca având hramul Buna Vestire. În anul 1836, dupã cum arãta inscripția aflată deasupra ușii de intrare în naos, biserica
a fost zugrãvitã de Ioan Zugravu: „Aceastã besericã s-au zugrãvit în zilele împãratului Ferdinand, Arhiereu fiind Gherasimu. Fiind protopop Bosco Atanasie, fiind preot Ioan, chitor Buda Teodor, Birãu Mada Ilisie mașodik, Mada Teodor. Zugrãvit-am eu Ioan Zugravu anul 1836, Septembrie în 10 zile”. Este vorba de  cunoscutul pictor local, Ioan Lãpãușan (sau Lopoșan), cel care a pictat și bisericile din Borșa, Homorog și Pãușa. Pictura reprezenta pe boltã pe cei 4
evangheliști, pe pereții laterali ai naosului scene cu „Patimile lui Hristos”, iar pe peretele de vest se gãseau trei teme, respectiv „Adam și Eva”, încadratã de „Cain și Abel” și „Jertfa lui Avraam”. Biserica ortodoxã din Calea Mare, ctitorită,  probabil, pe la 1780, a fost reconstruitã din temelii în anul 1964, păstrându-se în mare planimetria vechii biserici de lemn. De la biserica veche se mai păstrează ușile împărătești.